# Tamba suffusa
Tamba suffusa är en fjärilsart som beskrevs av Alfred Ernest Wileman 1911. Tamba suffusa ingår i släktet Tamba och familjen nattflyn. Inga underarter finns listade i Catalogue of Life.